# Sanglier-enseigne gaulois
Les sangliers-enseignes gaulois sont des objets particulièrement représentatifs de la culture celtique laténienne. Ces objets sont des enseignes militaires représentant la plupart du temps un sanglier, souvent de manière stylisée. Ces étendards ont une fonction similaire à celle des aigles de l'armée romaine. Tout comme ces derniers, leur dimension sacrée semble également importante. 
Fréquemment représentés dans l'iconographie monétaire et monumentale, ils sont également connus par plusieurs découvertes archéologiques réalisées la plupart du temps en rapport avec un sanctuaire.

## Artefacts typiquement celtiques

### Description

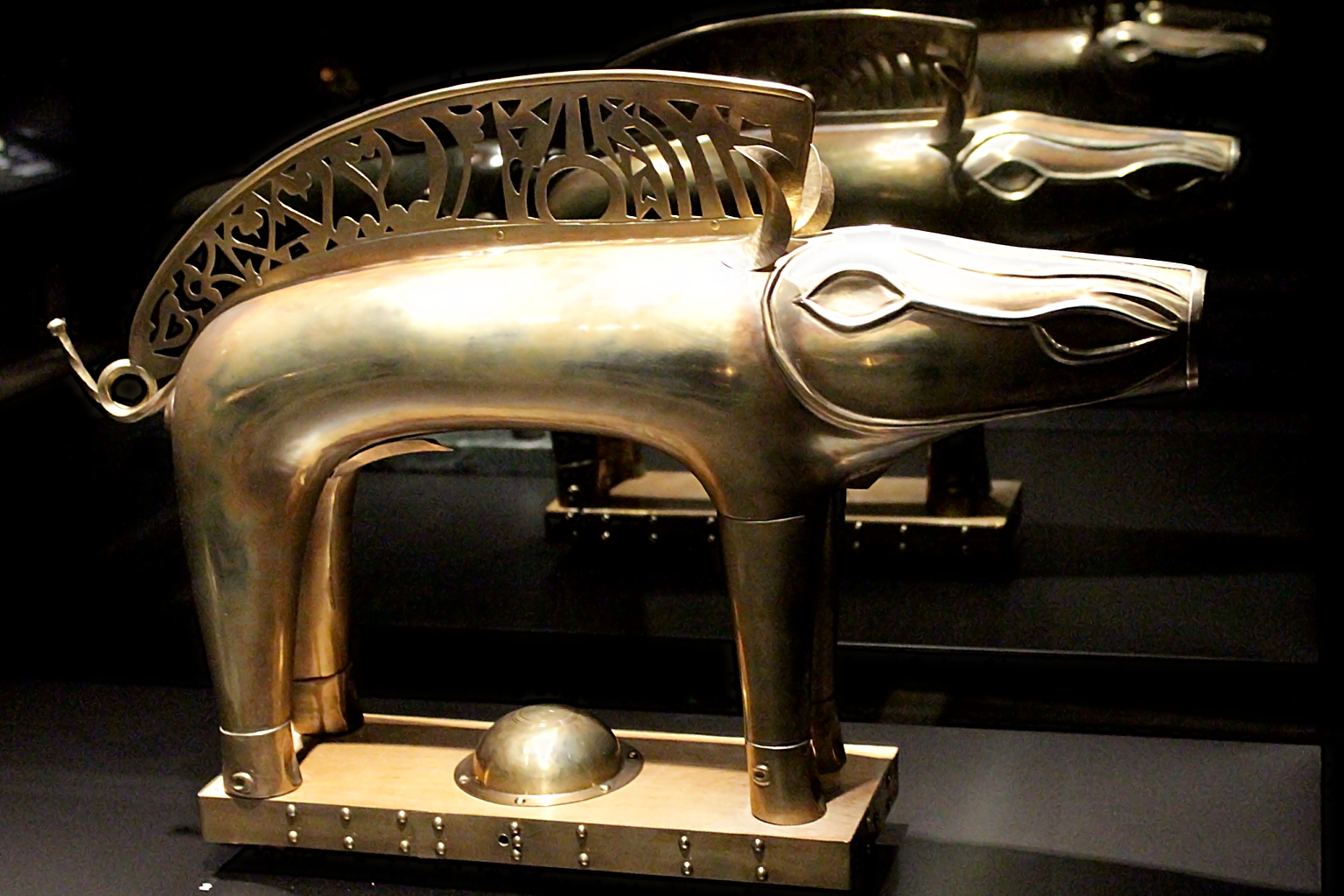
Réplique du Sanglier-enseigne découvert à Soulac-sur-mer. Exposition Les Gaulois, une expo renversante, Cité des Sciences et de l'Industrie (Paris)

Il s'agit de représentations de sanglier plus ou moins stylisés. Les exemplaires connus sont en bronze battu à froid sur une forme en bois, avec des pièces rapportées, pattes avant, oreilles, sur un corps constitué de deux plaques de tôle emboîtées. Leur mise en forme, leur assemblage, leur décoration traduisent un travail particulièrement soigné de la part des artisans. La taille des enseignes oscille entre une longueur de 55 cm pour le sanglier de Soulac-sur-mer, 45 et 53 cm pour les sangliers de Neuvy-en-Sullias. Une autre statuette trouvée à Neuvy-en-Sullias, celle du bovidé, mesure 47 cm de long, sans la tête, absente. La longueur de la crête en bronze trouvée sur le sanctuaire de l'oppidum de Corent implique un animal du même ordre de taille. L'iconographie montre que les sangliers-enseignes sont, le plus souvent, portés au bout de hampes, la finesse particulière des tôles de bronze pour leur façonnement va aussi dans ce sens.
Le sanglier est l'animal le plus fréquemment représenté sur ces enseignes gauloises. Toutefois, si le sanglier domine l'iconographie, d'autres animaux peuvent le remplacer. C'est ainsi que l'arc de triomphe d'Orange montre une enseigne militaire gauloise formée d'un taureau. Dans le récit par Plutarque de la guerre des Cimbres, ces derniers sont montrés prêtant serment sur une enseigne de bronze également en forme de taureau. De même, la statuette de cheval en bronze de Guerchy est parfois interprétée comme une enseigne

### Autres enseignes celtiques

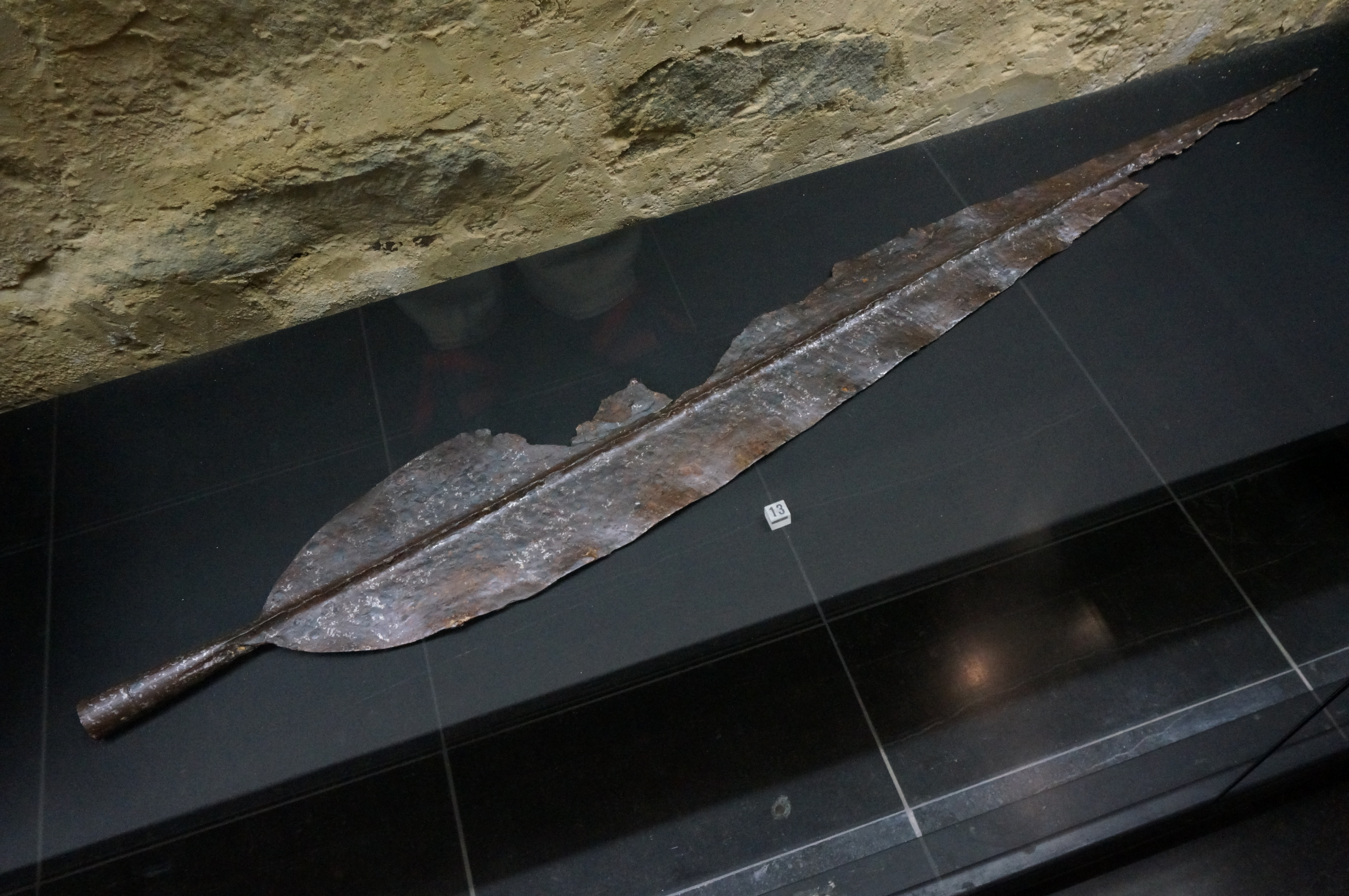
Celle de Thugny-Thrugny.

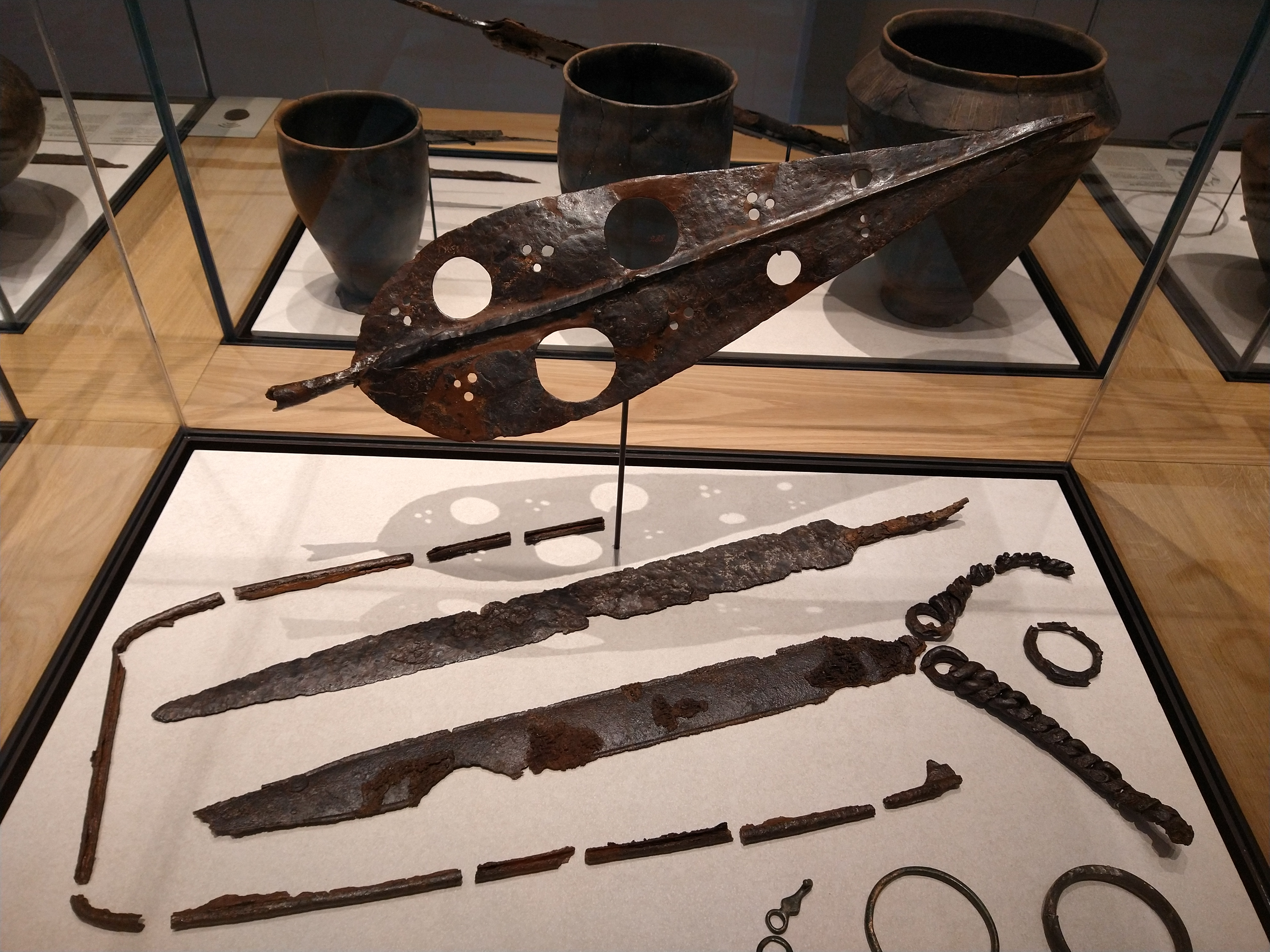
Celle présentée au musée d'Epernay.

Un texte de Polybe donne de curieux renseignements sur les enseignes celtiques. Outre l'indication que celles-ci étaient remisées dans les temples en temps de paix, il mentionne l'existence de plusieurs types d'enseignes, dont un, qu'il qualifie d'« immobile », n'est sorti du sanctuaire que lors d'événements majeurs.
Il est possible que les plus grandes représentations animales, telles celle du grand sanglier découvert à Neuvy-en-Sullias, ou le cheval en bronze découvert avec les carnyx au sein du dépôt de Tintignac et actuellement interprété comme une statue de culte, appartiennent à ce type d'enseigne. Elles étaient lors de leurs rares déplacements, probablement portées via un palanquin ou un chariot. Cependant, l'iconographie ne nous renseigne pas sur l'existence de telles enseignes. 
Il existe également de grands fers de lance ajourés, tels celui retrouvé dans une sépulture de la Marne au lieu-dit la Fin d'écury, à Fère-Champenoise. Un autre, découvert à Thugny-Trugny en 2002, est doté d'une flamme ondulée de près d'un mètre. Un troisième est soupçonné à Tintignac. Ces artefacts sont parfois qualifiés de lance-enseignes. Ces dernières sont susceptibles de matérialiser un échelon inférieur de l'organisation militaire gauloise. On en retrouve un équivalent dans les étendards de Beneficarius de l'armée romaine. 
Selon Alain Deyber, une monnaie du peuple des pétrocores, connue des numismates sous la référence LT4336, montre un emblème ressemblant à une oriflamme médiévale. Cette pièce, la quinaire Lucios - parfois attribuée aux éduens ou aux pictons par les sites de numismatique - montre un porte-étendard appuyé sur son bouclier. Le sanglier-enseigne n'est pas absent, il est porté démonté, le long de la hampe. Au sommet de cette dernière se trouve un emblème constitué de trois boules regroupées en triangle. Ce symbole, que l'on retrouve la plupart du temps sur du matériel affilié à la sphère militaire, tel le casque aux anneaux de Tintignac, pourrait être un symbole celtique du commandement.

## Une utilisation militaire
Les enseignes-sangliers sont des artefacts militaires, ils ont par là-même une fonction précise dans l'organisation des armées issues de peuples celtiques.

### Emblèmes de bataillons
Les armées gauloises s'organisent sur au moins trois niveaux, Civitates, Pagi et Centuries, cette organisation est inspirée de l'organisation sociale et ethnique gauloise. Chacune de ces subdivisions avait son enseigne derrière laquelle elle combattait et qui lui servait de point de ralliement. Les chiffres donnés par les généraux romains vainqueurs permettent de se faire une idée approximative du nombre de soldats par unité. C'est ainsi que lors de la bataille de Crémone, au lendemain de la seconde guerre punique le décompte des trente-cinq mille morts et des soixante-dix enseignes capturées permet de calculer qu'au moins cinq cents hommes pouvaient se regrouper sous une bannière donnée. La bataille d'Alésia voit César capturer 74 enseignes, et à la bataille de Verceil, selon Eutrope, Marius en revendique 33, qu'il abandonne à Catulus.

### Signalisation des ordres
La grande visibilité des enseignes-sangliers au sein des troupes, fait entrevoir la possibilité que les enseignes aient également eu pour fonction de relayer les ordres venu du commandement en direction des corps d'armée. Toutefois, en raison du grand désordre sur le champ de bataille, une fois les combats engagés, il est plus probable que ce rôle ait été au moins partagé par le carnyx.

## Sacralisation
De nombreux indices montrent que les enseignes gauloises, à l'instar de leurs homologues romaines, étaient l'objet d'une vénération dans le cadre d'un culte guerrier. Le premier indice de cette vénération est donné par le fait qu'en temps de paix, les enseignes et les autres ornements guerriers, tels les carnyx, étaient rangés dans les sanctuaires.

### Le serment
Selon le témoignage de Jules César, les peuples gaulois avaient coutume de prêter serment sur les enseignes militaires réunies en faisceau. Une anecdote rapportée par Plutarque dans sa vie de Marius confirme ce fait. Ce serment est qualifié par César de « cérémonie qui, dans leurs mœurs, est ce qu'il y a de plus sacré ». Il est probable qu'une telle cérémonie pouvait être assortie d'un échange d'otages.

### Exposition et trophées

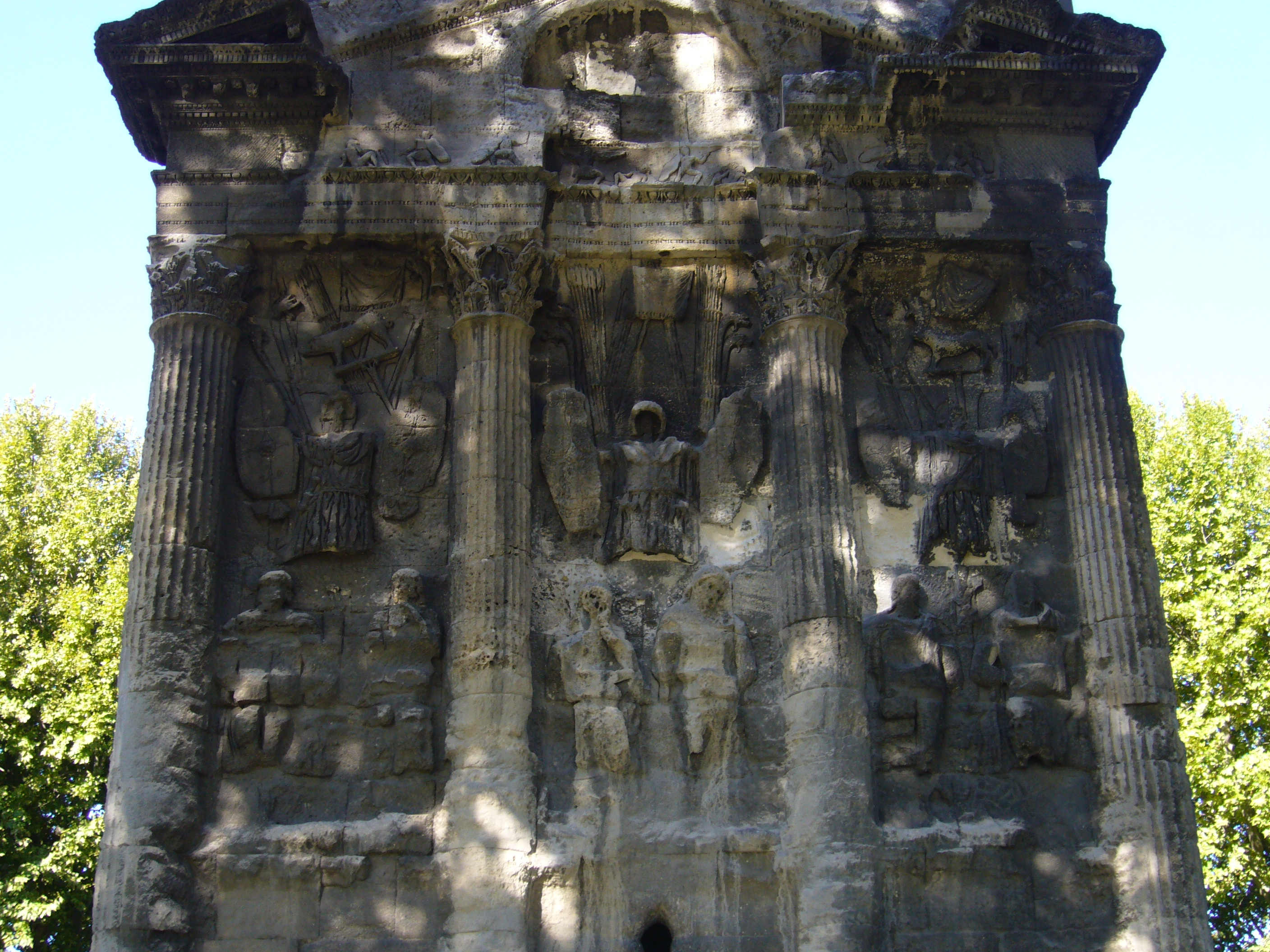
Arc de triomphe d'Orange, côté est

Les celtes partageaient avec les grecs la coutume du trophée. Leur butin, au lendemain d'une victoire, était généralement dédié à la divinité. Les gaulois exposaient les armes prises à l'ennemi dans leurs sanctuaires et, parmi ces armes, les enseignes-sangliers étaient des trophées de choix. Leur exposition prenait la plupart du temps la forme d'un mannequin construit avec les armes des vaincus. On peut voir de tels mannequins sur l'arc de triomphe d'Orange et sur les trophées d'armes galates du sanctuaire d'Athéna à Pergame. Le contexte de découverte de la crête de sanglier-enseigne retrouvée sur l'oppidum de Corent permet de supposer que cet étendard faisait partie d'un tel trophée.

## Exemplaires connus

### Autres exemplaires et fragments
En 2009, une crête de sanglier-enseigne en bronze à motifs ajourés a été découverte sur l'oppidum de Corent chez les Arvernes ; le reste de l'artefact n'a pas été retrouvé. Le sanglier-enseigne de Corent faisait partie d'un trophée constitué d'éléments datant de la seconde moitié du IIe siècle av. J.-C. Le lien avec le trophée suggère qu'il s'agit d'une prise de guerre faite par les Arvernes et dédiée aux dieux en remerciement de la victoire.
Des fragments de crête et de hure ont été découverts au sanctuaire de Mandeure, l'ancienne Epomanduodurum, chez les Sequanes. Des fragments de Carnyx ont également été retrouvés. Les pièces étaient très fragmentées, ce qui laisse supposer que le dépôt primaire a été bouleversé assez tôt, peut-être dès la construction du sanctuaire gallo-romain.
D'autres fragments ont été découverts à Antigny, dans la Vienne, chez les Pictons. Le sanctuaire du Gué-de-Sciaux où ces découvertes ont été réalisées est également réputé pour ses statues, dont l'une représente un sanglier. Cette dernière pourrait être une variante d'enseigne « immobile ».
Un sanglier en tôle de bronze a été découvert, en 1995, à Ilonse dans les Alpes-Maritimes
On peut encore mentionner des fragments découverts à Tintignac et à Vieux-Poitier, ainsi que le sanglier de Šárka, à proximité de Prague.

### Représentations monétaires

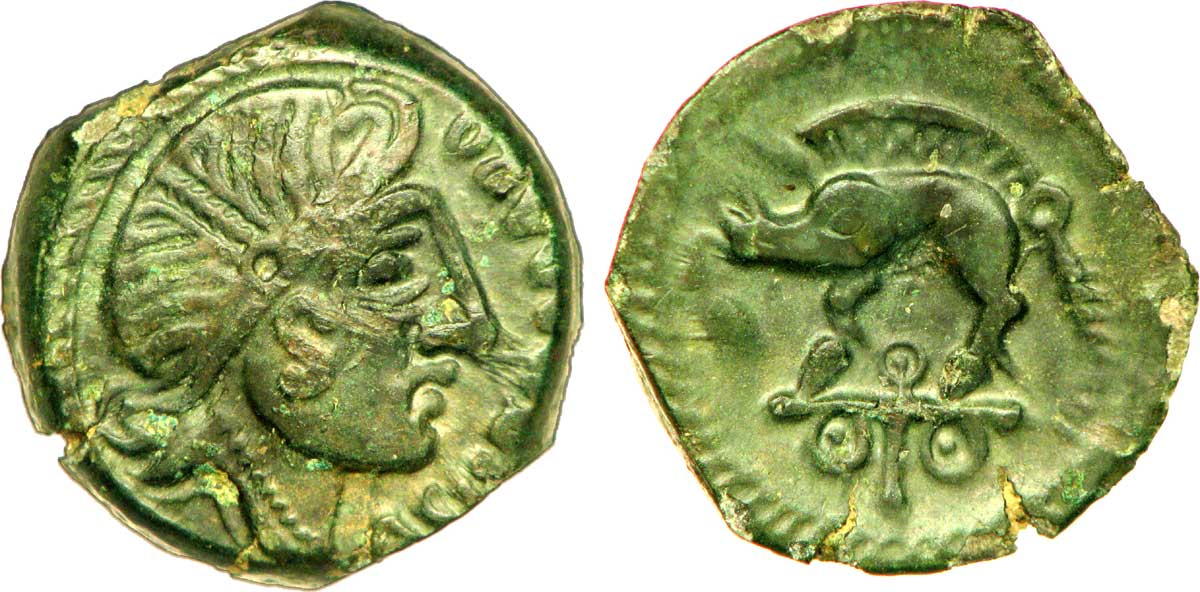
Très rare monnaie en bronze des Aulerques Eburovices (Évreux, Normandie).

Le sanglier, comme sujet principal, apparaît assez rarement sur le monnayage gaulois, largement devancé par le cheval. Il sert plus souvent d'élément secondaire. Cependant, il est employé plus couramment sur les émissions de la République romaine.